# Bentiu
Bentiu (arabisch بانتيو; Alternativschreibung Bantiu) ist die Hauptstadt des Bundesstaates Unity (zwischen 2015 und 2020 des Bundesstaates Northern Liech) im Südsudan.

## Lage
Die Stadt liegt am südlichen Ufer des Flusses Bahr al-Ghazal.

## Bevölkerung
Nach Schätzungen aus dem Jahr 2024 hat Bentiu 300.000 Einwohner, davon 150.000 Flüchtlinge.
Bevölkerungsentwicklung:
| Jahr              | Einwohner |
| ----------------- | --------- |
| 1983 (Zensus)     | 5.188     |
| 2010 (Berechnung) | 6.508     |
| 2024 (Schätzung)  | 300.000   |

## Wirtschaft
In der Umgebung der Stadt befinden sich Ölvorkommen, die hauptsächlich von der Greater Nile Petroleum Operating Company ausgebeutet werden. Nach 2005 wurde nach und nach die Infrastruktur wiederhergestellt, sodass seit 2006 ein reger Handel in Bentiu und Umgebung zu beobachten war.

## Infrastruktur
Zwei Flugfelder befinden sich westlich und nördlich der Stadt, und eine Öl-Pipeline verläuft östlich der Stadt und verbindet das Duar-Ölfeld mit der Hauptpipeline nach Bur Sudan über Khartum.
Nach den Zerstörungen durch den Sezessionskrieg im Südsudan wurde nach dem Friedensabkommen 2005 an der Wiederherstellung der Infrastruktur gearbeitet. So errichten die in der Region tätigen Ölfirmen All-Wetter-Straßen, die Bentiu unter anderem mit dem südlich gelegenen Rumbik verbinden. Auch wurde ein Baggerschiff eingesetzt, um den Bahr al-Ghazal bis zum No-See wieder für Schiffe befahrbar zu machen. Die Arbeiten wurden im Mai 2006 abgeschlossen, sodass Bentiu über den Fluss und den Weißen Nil mit den Städten Malakal, Kusti und Khartum im Norden und im Süden über den Bahr al-Dschabal mit den Städten Bur und Juba verbunden ist.
Im August 2021 überschwemmten schwere Regenfälle das umliegende Land. Die Stadt und zahlreiche Dörfer wurden zu Inseln. Anders als gewöhnlich floss das Wasser nicht wieder ab und die Stadt war auch 2024 noch eingeschlossen. Mit Hilfe der UNMISS wurden von den Anwohnern Deiche um die Stadt angelegt. Ein großes Problem ist die Versorgung der ca. 300.000 Einwohner, von denen 150.000 Flüchtlinge sind. Die Bauern arbeiten nun als Fischer, aber dennoch sind täglich bis zu 20 Versorgungsflüge notwendig, was durch die Überschwemmungen der Landebahnen erschwert ist. Für die Regenzeit 2024 sind noch größere Regenmengen vorhergesagt.

## Geschichte
Am 22. April 2012 bombardierten sudanesische Flugzeuge einen Markt. Dabei gab es zehn Verletzte und mehrere Tote.
Im April 2014 töteten während des Bentiu-Massakers Aufständische mehrere hundert Zivilisten.